# Förtalsmålet i samband med medierapporteringen kring mordet på Anna Lindh
Förtalsmålet i samband med medierapporteringen kring mordet på Anna Lindh är ett tryckfrihetsmål som följde efter att en oskyldig man blivit uppmärksammad i massmedia i samband med mordet på dåvarande utrikesministern den 10 september 2003.
Flera tidningar publicerade ingående mycket privata detaljer och tillkortakommanden och mannen stämde  tidningarna Expressen, Sydsvenskan, Kvällsposten och Göteborgs-Tidningen i ett förtalsmål som kom att pågå i flera år.
Frågan om rättegångskostnaderna i förtalsmålet prövades i Högsta domstolen. Det avgjordes 2013 och bedömdes öppna för fler kvittningar av rättegångskostnader och därmed att fler medier skulle komma att vilja göra upp i godo.

## Bakgrund
"Vi vill betona att det fortfarande är så att vi arbetar med flera parallella tips. Och det här är väldigt viktigt."

— Carin Götblad, dåvarande länspolismästare i Stockholm

"Jag vill poängtera och säga att det här är en låg misstankesgrad."

— Agneta Blidberg, överåklagare och förundersökningsledare
Efter mordet på Anna Lindh den 10 september 2003 anhölls och häktades en man som skäligen misstänkt, en lägre grad av mistanke. Mannen kom att i media benämnas "35-åringen". Trots att både polis och åklagare betonade att mannen endast var misstänkt enligt den lägre graden, och att polisen sade att man arbetade med flera parallella spår, publicerade flera tidningar ingående mycket privata detaljer och tillkortakommanden. En svensk statlig myndighet, som publicerade telegram från nyhetsbyrån Agence France-Presse, namngav mannen via nyhetstjänsten på sin hemsida.
I samband med att polisen några dagar senare grep Mijailo Mijailović misstänkt på sannolika skäl och 35-åringen släpptes blev kritiken mot tidningarna mycket stark och relevansen i de publicerade detaljerna ifrågasattes. Stockholmspolisens tidigare presstalesman Claes Cassel ifrågasatte att mannen fått sitt sociala liv ödelagt för en så låg misstankegrad där man endast kunde säga att han möjligen hade varit på platsen. Expressens chefredaktör och ansvarig utgivare Otto Sjöberg (tillika ansvarig utgivare för Kvällsposten och Göteborgstidningen) sade att allmänintresset var större än vanligt eftersom det rörde sig om ett ministermord på öppen gata i samband med en viktig folkomröstning. 35-åringens juridiska ombud menade att allmänintresset inte omfattade de personliga och irrelevanta privata detaljer som hade publicerats. Att man måste skilja mellan fakta och skvaller. Sydsvenskans chefredaktör Hans Månson medgav i efterhand att vissa formuleringar i tidningen inte hade varit bra, men att ta felaktiga beslut var något man ibland fick räkna med i rollen som ansvarig utgivare och hävdade att även oskyldiga kan komma att skadas av publicering var "ofrånkomligt i ett öppet demokratiskt samhälle". Tidigare pressombudsmannen Pär-Arne Jigenius ansåg att 35-åringen borde ha möjlighet att få skadestånd i flera fall.
I Ekots lördagsintervju i september 2003 och senare i en intervju med Robert Aschberg i TV3 gav mannen sin version av hur han ofrivilligt dragits in i offentligheten. På Ekots fråga om något positivt kommit ur händelsen svarade han "kanske att det tas upp i samhällsdebatten hur medialandskapet är i Sverige, hur rättsväsendet fungerar och det tillståndet Sverige befinner sig i överhuvudtaget kanske behöver analyseras. Det är upp till undersökande journalister att ta det vidare." Han skrev även en text i Expressen där han riktade kritik mot främst polisväsendet, som han kallade inkompetent, men även mot medierna: "[Vi vet att medierna] är asätare, som utan eftertanke tuggar i sig det som serveras. Och i det här fallet, är det polisen som varit den store hovmästaren, som på silverfat serverat min kropp för de utsvultna djuren."

## Förtalsmålet

### Tingsrätten
Mannen stämde tidningarna Expressen, Sydsvenskan, Kvällsposten och Göteborgstidningen i ett förtalsmål som kom att pågå i flera år. Först i februari 2010, mer än sex år efter de första uppgifterna hade publicerats, kom den första domen där Sydsvenskans ansvarige utgivare friades. I april 2011 friades även Expressen, Kvällsposten och Göteborgstidningen.

### Hovrätten
Ett frikännande från en tryckfrihetsjury kan inte överklagas i Sverige, men mannen överklagade frågan om rättegångskostnaderna som ett indirekt sätt att försöka ompröva domen. Om Hovrätten kom fram till att båda parterna skulle stå för sina egna rättegångskostnader så skulle det, enligt mannens ombud, kunna tolkas som att juryns beslut var fel. Hovrätten valde att i målet med Sydsvenskan inte pröva målet i sak då rätten ansåg att det skulle strida mot Europakonventionen eftersom en ny fördelning av rättegångskostnaderna kunde innebära ett ifrågasättande av Tingsrättens frikännande och antyda att Hans Månson trots allt var skyldig. Därför skulle Tingsrättens fördelning av kostnaderna kvarstå.

### Högsta domstolen
Mannen överklagade till Högsta domstolen som den 20 december 2012 ändrade hovrättens beslut och därmed befriade honom från skyldigheten att ersätta Hans Månson och Sydsvenska Dagbladet för deras rättegångskostnader i tingsrätten.
Mannen åberopade 10 kap. 4 § lagen (1991:1559) med föreskrifter på tryckfrihetsförordningens och yttrandefrihetsgrundlagens områden gällande kvittning av rättegångskostnader. Kvittningsregeln gick tillbaka till lagstiftning från 1949 och gav utrymme för rätten att vid fördelningen av rättegångskostnaderna uttrycka en avvikande mening i skuldfrågan än tryckfrihetsjuryn, men enligt Högsta domstolen skulle det komma i konflikt med oskyldighetspresumtionen i Europakonventionen som inte bara säger att den tilltalade (Sydsvenskan och Månson) ska anses vara oskyldig tills ansvarsfrågan är avgjord men även att den tilltalade ska betraktas som oskyldig efter en friande dom.
Men klaganden hade även åberopat att han hade haft "skälig anledning att få tvisten prövad" och eftersom den omständigheten inte innebar att den frikände pekades ut som skyldig till brott utgjorde oskyldighetspresumtionen inte något hinder mot kvittning.
Högsta domstolen angav som skäl att "Artiklarna innehöll detaljerade uppgifter om [mannens] person och hans förflutna. De fick också stor spridning. Mot den bakgrunden fanns det befogad anledning för [honom] att få sin sak prövad i domstol. Det var inte heller på förhand givet hur en jury skulle bedöma frågan om tryckfrihetsbrott."
Enligt Expressens chefredaktör Thomas Mattsson innebar domen att Högsta domstolen med sin dom öppnade för fler kvittningar av rättegångskostnader och bedömde att fler medier i framtiden skulle komma att vilja göra upp i godo.